# Ulughbegsaurus uzbekistanensis
Ulughbegsaurus uzbekistanensis es la única especie conocida del género dudoso extinto Ulughbegsaurus (nombre que significa "reptil de Ulugh Beg") de dinosaurio terópodo carcarodontosáurido, que vivió a finales del período Cretácico, hace aproximadamente entre 92 a 90 millones de años, durante el Turoniense, en lo que es hoy Asia. Sus restos se encontraron en la Formación Bissekty, Uzbekistán, que data del Cretácico Superior.

## Descripción
Se estima que la longitud corporal deUlughbegsaurus sería de entre 7,5 a 8 metros y tendría un peso de más de 1000 kilogramos. Los descriptores dieron un diagnóstico anticuado con características típicas. A lo largo de la parte inferior del lado exterior del hueso maxilar hay una serie de depresiones ovales poco profundas. La fenestra antorbital tiene un borde elevado a lo largo del cual corren protuberancias. El lado exterior del hueso maxilar muestra crestas verticales. Las placas dentales de los dientes maxilares tienen grandes forámenes a lo largo de su parte superior. Las protuberancias se denominaron explícitamente autapomorfia.
El holotipo tiene una longitud conservada de 242 milímetros. El hueso maxilar es triangular en vista lateral y toca la fosa nasal. La rama anterior parece tener un borde de ataque vertical, a diferencia del borde inclinado hacia atrás de los carcarodontosáuridos. La superficie exterior es rugosa. Muestra al menos seis crestas verticales entre el segundo y el séptimo diente. También hay una serie de huecos, a menudo junto a las repisas. Tres de ellos, situados algo más arriba, están perforados en su borde superior por un minúsculo foramen. Curiosamente, este tipo de estructuras son típicas de Tyrannosauroidea. Otro conjunto de huecos corre directamente en el borde de la mordaza.
El borde de la depresión alrededor de la ventana de la fenestra antorbital se curva gradualmente como es típico de Allosauroidea . El borde está rugoso y cubierto de protuberancias. Una serie de pequeños forámenes corre a lo largo del borde inferior anterior de la concavidad. Hay dos aberturas en el hueco delantero alrededor de la ventana. La anterior sería una fenestra promaxilar y, vista desde los lados, está cubierta por una protuberancia del borde. El segundo orificio está en diagonal por detrás y por encima y sería la fenestra maxilar. El lado interior de la contribución de la rama posterior a la ventana tiene rebajes neumáticos que se proyectan hacia delante y hacia abajo en el hueso.
Hay un ala interna que contribuye al paladar. Este tiene un surco horizontal, probablemente como contacto con los premaxilar, los huesos Vómer y el ala correspondiente del lado opuesto. La rama ascendente toca el hueso nasal y es lisa. Lo mismo ocurre con la mitad superior del interior, por encima del ala; la mitad inferior, por encima de las placas interdentales de soporte de los dientes, es ligeramente rugosa. El terraplén frontal alto que sobresale de las placas interdentales tiene una serie de cuatro grandes canales de venas que se extienden en la parte superior. El que está entre el alveolo del cuarto y quinto diente tiene un diámetro de catorce milímetros.
El hueso maxilar tiene al menos ocho dientes. El quinto alvéolo preservado es el más grande. Hacia atrás, los alveolos de los dientes disminuyen gradualmente de tamaño. Los alveolos dentales se aproximan en tamaño a los de Neovenator y Shaochilong Los dientes son notablemente más estrechos que los de Timurlengia.

## Descubrimiento e investigación
Ulughbegsaurus fue descubierto en la Formación Bissekty en la década de 1980s con base en el espécimen holotipo UzSGM 11-01-02, que consiste de un maxilar izquierdo parcial. A pesar de su significado el holotipo permaneció almacenado en la colección del Museo Geológico Estatal del Comité estatal de geología y recursos minerales de la república de Uzbekistán, en Taskent hasta el año 2019 cuando fue descubierto. Además se refirieron dos especímenes adicionales al género incluyendo a CCMGE 600/12457, un ramo del yugal de un maxilar izquierdo que fue anteriormente atribuido al dromeosáurido Itemirus y ZIN PH 357/16, el extremo posterior de un maxilar derecho.
También se han encontrado dientes aislados en la Formación Bissekty que muestran similitudes con la morfología de los carcarodontosáuridos, lo cual sugiere que pueden pertenecer a Ulughbegsaurus o posiblemente a otro género de carcarodontosáurido. El nombre del género y la especie se publicaron posteriormente en 2021 por Tanaka et al., en honor del sultán y científico timúrida del siglo XV Ulugh Beg, y por el país de su descubrimiento.

## Clasificación
Tanaka et al. llevaron a cabo dos análisis filogenéticos usando dos conjuntos de datos diferentes para determinar las relaciones de Ulughbegsaurus. En el primero se situó en una politomía que incluye a Neovenator y a los megaraptoranos, mientras que la segunda lo ubica en una politomía que incluye a otros carcarodontosáuridos basales, los megaraptoranos en cambio aparecen como miembros de la superfamilia Tyrannosauroidea.
En un estudio de 2022 sugirió que el taxón era un nomen dubium debido a la falta de características de diagnóstico, y que era plausible que el fragmento del maxilar se originara en un dromeosáurido. 

### Filogenia
Los resultados de ambos análisis se muestran a continuación:
Topología 1: Conjunto de datos de Hendrickx & Mateus

|                | Carcharodontosauridae |
|                | |
| Neovenatoridae | \| \| Aerosteon \| \| \| \| \| \| Australovenator \| \| \| \| \| \| Chilantaisaurus \| \| \| \| \| \| Fukuiraptor \| \| \| \| \| \| Megaraptor \| \| \| \| \| \| Neovenator \| \| \| \| \| \| Ulughbegsaurus \| \| \| \| |
|                | \| \| Aerosteon \| \| \| \| \| \| Australovenator \| \| \| \| \| \| Chilantaisaurus \| \| \| \| \| \| Fukuiraptor \| \| \| \| \| \| Megaraptor \| \| \| \| \| \| Neovenator \| \| \| \| \| \| Ulughbegsaurus \| \| \| \| |
|                | Aerosteon |
|                | |
|                | Australovenator |
|                | |
|                | Chilantaisaurus |
|                | |
|                | Fukuiraptor |
|                | |
|                | Megaraptor |
|                | |
|                | Neovenator |
|                | |
|                | Ulughbegsaurus |
|                | |

|  | Aerosteon       |
|  |                 |
|  | Australovenator |
|  |                 |
|  | Chilantaisaurus |
|  |                 |
|  | Fukuiraptor     |
|  |                 |
|  | Megaraptor      |
|  |                 |
|  | Neovenator      |
|  |                 |
|  | Ulughbegsaurus  |
|  |                 |

|                | Carcharodontosauridae |
|                | |
| Neovenatoridae | \| \| Aerosteon \| \| \| \| \| \| Australovenator \| \| \| \| \| \| Chilantaisaurus \| \| \| \| \| \| Fukuiraptor \| \| \| \| \| \| Megaraptor \| \| \| \| \| \| Neovenator \| \| \| \| \| \| Ulughbegsaurus \| \| \| \| |
|                | \| \| Aerosteon \| \| \| \| \| \| Australovenator \| \| \| \| \| \| Chilantaisaurus \| \| \| \| \| \| Fukuiraptor \| \| \| \| \| \| Megaraptor \| \| \| \| \| \| Neovenator \| \| \| \| \| \| Ulughbegsaurus \| \| \| \| |
|                | Aerosteon |
|                | |
|                | Australovenator |
|                | |
|                | Chilantaisaurus |
|                | |
|                | Fukuiraptor |
|                | |
|                | Megaraptor |
|                | |
|                | Neovenator |
|                | |
|                | Ulughbegsaurus |
|                | |

|  | Aerosteon       |
|  |                 |
|  | Australovenator |
|  |                 |
|  | Chilantaisaurus |
|  |                 |
|  | Fukuiraptor     |
|  |                 |
|  | Megaraptor      |
|  |                 |
|  | Neovenator      |
|  |                 |
|  | Ulughbegsaurus  |
|  |                 |

|                | Carcharodontosauridae |
|                | |
| Neovenatoridae | \| \| Aerosteon \| \| \| \| \| \| Australovenator \| \| \| \| \| \| Chilantaisaurus \| \| \| \| \| \| Fukuiraptor \| \| \| \| \| \| Megaraptor \| \| \| \| \| \| Neovenator \| \| \| \| \| \| Ulughbegsaurus \| \| \| \| |
|                | \| \| Aerosteon \| \| \| \| \| \| Australovenator \| \| \| \| \| \| Chilantaisaurus \| \| \| \| \| \| Fukuiraptor \| \| \| \| \| \| Megaraptor \| \| \| \| \| \| Neovenator \| \| \| \| \| \| Ulughbegsaurus \| \| \| \| |
|                | Aerosteon |
|                | |
|                | Australovenator |
|                | |
|                | Chilantaisaurus |
|                | |
|                | Fukuiraptor |
|                | |
|                | Megaraptor |
|                | |
|                | Neovenator |
|                | |
|                | Ulughbegsaurus |
|                | |

|  | Aerosteon       |
|  |                 |
|  | Australovenator |
|  |                 |
|  | Chilantaisaurus |
|  |                 |
|  | Fukuiraptor     |
|  |                 |
|  | Megaraptor      |
|  |                 |
|  | Neovenator      |
|  |                 |
|  | Ulughbegsaurus  |
|  |                 |

|                | Carcharodontosauridae |
|                | |
| Neovenatoridae | \| \| Aerosteon \| \| \| \| \| \| Australovenator \| \| \| \| \| \| Chilantaisaurus \| \| \| \| \| \| Fukuiraptor \| \| \| \| \| \| Megaraptor \| \| \| \| \| \| Neovenator \| \| \| \| \| \| Ulughbegsaurus \| \| \| \| |
|                | \| \| Aerosteon \| \| \| \| \| \| Australovenator \| \| \| \| \| \| Chilantaisaurus \| \| \| \| \| \| Fukuiraptor \| \| \| \| \| \| Megaraptor \| \| \| \| \| \| Neovenator \| \| \| \| \| \| Ulughbegsaurus \| \| \| \| |
|                | Aerosteon |
|                | |
|                | Australovenator |
|                | |
|                | Chilantaisaurus |
|                | |
|                | Fukuiraptor |
|                | |
|                | Megaraptor |
|                | |
|                | Neovenator |
|                | |
|                | Ulughbegsaurus |
|                | |

|  | Aerosteon       |
|  |                 |
|  | Australovenator |
|  |                 |
|  | Chilantaisaurus |
|  |                 |
|  | Fukuiraptor     |
|  |                 |
|  | Megaraptor      |
|  |                 |
|  | Neovenator      |
|  |                 |
|  | Ulughbegsaurus  |
|  |                 |

Topología 2: Conjunto de datos de Chokchaloemwong et al.

|  | Monolophosaurus |
|  |                 |
|  | Sinraptor       |
|  |                 |

|  | Acrocanthosaurus                                                      |
|  |                                                                       |
|  | \| \| Shaochilong \| \| \| \| \| \| Carcharodontosaurinae \| \| \| \| |
|  |                                                                       |
|  | Shaochilong                                                           |
|  |                                                                       |
|  | Carcharodontosaurinae                                                 |
|  |                                                                       |

|  | Shaochilong           |
|  |                       |
|  | Carcharodontosaurinae |
|  |                       |

|  | Acrocanthosaurus                                                      |
|  |                                                                       |
|  | \| \| Shaochilong \| \| \| \| \| \| Carcharodontosaurinae \| \| \| \| |
|  |                                                                       |
|  | Shaochilong                                                           |
|  |                                                                       |
|  | Carcharodontosaurinae                                                 |
|  |                                                                       |

|  | Shaochilong           |
|  |                       |
|  | Carcharodontosaurinae |
|  |                       |

|  | Acrocanthosaurus                                                      |
|  |                                                                       |
|  | \| \| Shaochilong \| \| \| \| \| \| Carcharodontosaurinae \| \| \| \| |
|  |                                                                       |
|  | Shaochilong                                                           |
|  |                                                                       |
|  | Carcharodontosaurinae                                                 |
|  |                                                                       |

|  | Shaochilong           |
|  |                       |
|  | Carcharodontosaurinae |
|  |                       |

|  | Acrocanthosaurus                                                      |
|  |                                                                       |
|  | \| \| Shaochilong \| \| \| \| \| \| Carcharodontosaurinae \| \| \| \| |
|  |                                                                       |
|  | Shaochilong                                                           |
|  |                                                                       |
|  | Carcharodontosaurinae                                                 |
|  |                                                                       |

|  | Shaochilong           |
|  |                       |
|  | Carcharodontosaurinae |
|  |                       |

|  | Monolophosaurus |
|  |                 |
|  | Sinraptor       |
|  |                 |

|  | Acrocanthosaurus                                                      |
|  |                                                                       |
|  | \| \| Shaochilong \| \| \| \| \| \| Carcharodontosaurinae \| \| \| \| |
|  |                                                                       |
|  | Shaochilong                                                           |
|  |                                                                       |
|  | Carcharodontosaurinae                                                 |
|  |                                                                       |

|  | Shaochilong           |
|  |                       |
|  | Carcharodontosaurinae |
|  |                       |

|  | Acrocanthosaurus                                                      |
|  |                                                                       |
|  | \| \| Shaochilong \| \| \| \| \| \| Carcharodontosaurinae \| \| \| \| |
|  |                                                                       |
|  | Shaochilong                                                           |
|  |                                                                       |
|  | Carcharodontosaurinae                                                 |
|  |                                                                       |

|  | Shaochilong           |
|  |                       |
|  | Carcharodontosaurinae |
|  |                       |

|  | Acrocanthosaurus                                                      |
|  |                                                                       |
|  | \| \| Shaochilong \| \| \| \| \| \| Carcharodontosaurinae \| \| \| \| |
|  |                                                                       |
|  | Shaochilong                                                           |
|  |                                                                       |
|  | Carcharodontosaurinae                                                 |
|  |                                                                       |

|  | Shaochilong           |
|  |                       |
|  | Carcharodontosaurinae |
|  |                       |

|  | Acrocanthosaurus                                                      |
|  |                                                                       |
|  | \| \| Shaochilong \| \| \| \| \| \| Carcharodontosaurinae \| \| \| \| |
|  |                                                                       |
|  | Shaochilong                                                           |
|  |                                                                       |
|  | Carcharodontosaurinae                                                 |
|  |                                                                       |

|  | Shaochilong           |
|  |                       |
|  | Carcharodontosaurinae |
|  |                       |

## Paleobiología
Ulughbegsaurus coexistió en el ambiente de la Formación Bissekty con otros terópodos carnívoros, entre los que se incluye el tiranosauroideo Timurlengia y el dromeosáurido Itemirus. Debido a su tamaño, puede haber sido el superpredador de su ecosistema; esto muestra que los carcarodontosáuridos eran aún los terópodos carnívoros dominantes, en lugar de los tiranosauroideos, en épocas tan tardías como el Turoniense, al  menos en Asia.